# Paul (Covilhã)
Paul é uma vila portuguesa sede da Freguesia de Paul do Município da Covilhã, freguesia com 23,99 km² de área e 1363 habitantes (censo de 2021), tendo, assim, uma densidade populacional de 56,8 hab./km².
Em 1989, a povoação de Paul foi elevada à categoria de vila.

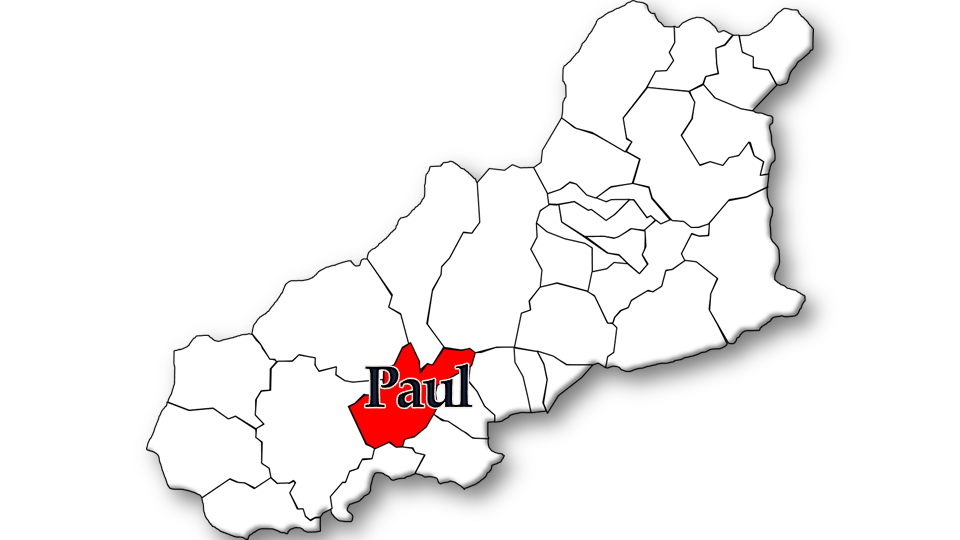
Localização no município da Covilhã

## Demografia
A população registada nos censos foi:
| Distribuição da População por Grupos Etários | Distribuição da População por Grupos Etários | Distribuição da População por Grupos Etários | Distribuição da População por Grupos Etários | Distribuição da População por Grupos Etários |
| -------------------------------------------- | -------------------------------------------- | -------------------------------------------- | -------------------------------------------- | -------------------------------------------- |
| Ano                                          | 0-14 Anos                                    | 15-24 Anos                                   | 25-64 Anos                                   | > 65 Anos                                    |
| 2001                                         | 281                                          | 249                                          | 952                                          | 334                                          |
| 2011                                         | 172                                          | 161                                          | 850                                          | 441                                          |
| 2021                                         | 112                                          | 90                                           | 667                                          | 494                                          |

## História
A 19 km da sede de município, na vertente sul da Serra da Estrela, o Paul é uma das mais históricas e tradicionais freguesias do município da Covilhã e de Portugal. Situa-se na margem esquerda da ribeira da Caia, afluente do rio Zêzere que muito contribui para a fertilidade das suas terras. É constituída pelos lugares de Paul e de Taliscas.
O Paul, apesar de ser recente como aglomerado populacional, a sua primeira referência conhecida é de 1615, e apresenta características que permitem concluir da presença humana na região desde há muitos séculos. É assim no que se refere à presença dos fenícios, gregos, romanos e árabes. Em relação à presença dos primeiros (5000 - 4000 a.C.) esta pode observar-se através das espécies florestais por eles introduzidas, como é o caso da oliveira e da videira, espécies estas que predominam ainda hoje na paisagem do Paul.
No que se refere aos gregos, estes foram os introdutores dos muros de sustentação de terras, os socalcos, e que no Paul têm o nome de batréus.
Os romanos marcaram a sua presença por aquilo que ainda hoje é único na região, ou seja, os moinhos de água, de que a referência mais antiga data de 1327. Lembramos que eles eram peritos na construção de barragens e canais de saneamento do solo.
Por fim e no que se refere ao legado árabe, temos como testemunho os açudes locais e o testemunho de lendas narradas na zona.
Encontra-se outra referência ao Paul num documento de 15 de Setembro de 1615, em que "o Luguar do paúl tem huma freigueizia da Invocam de nosa Senhora danunciaçam que tera çincoenta freiguezes pouco, mais ou menos E nele serve hum juiz hum procurador e hum escrivam no qual não tem o conçelho mais que huma coutada que se arenda alguns annos E estes presente esta arendada En trezentos e tantos reis e asim tem as coimas em que sua magestade tem terça E não tem outra couza".
No arquivo da Torre do Tombo, volume 28, documento 95, folha 605 do Dicionário Geográfico, encontra-se um documento datado de 1753 que diz o seguinte: "Fica este lugar do Paul situado na província da Beira Baixa no Bispado da Guarda, termida vila da Govilham e distante da Serra da Estrela para o Sul a pouco mais de uma légoa. O nome de Paul proveio de uns pauis, ou pântanos que se situavam junto ao povo, onde existiam prados. Este povo era um priorado real, estando livre de qualquer tributo, pensão ou senhorio, reconhecendo somente por senhor e donstário o muito alto e soberano Senhor Rei de Portugal, a quem somente pagava os seus tributos ou direitos (…)".
O património arqueológico conhecido da vila do Paul tem como herança a presença de um importante legado de instrumentos ligados à actividade da panificação e moagem tradicional.

## Arquitectura tradicional
O Paul é uma vila que apresenta características singulares no seu património arquitectónico, visto no passado a construção de habitações e não só, ser feita de materiais existentes na própria região como sejam os calhaus rolados do rio, "bolas", o granito, o xisto, o barro vermelho, a madeira (castanho e pinho) e a telha portuguesa ou de canudo.
Outra característica destas habitações era a não existência de chaminés, visto os fumos saírem directamente pelo telhado e usados também para secar os enchidos.

## Património edificado
Na vila do Paul destacam-se alguns monumentos não só pelo seu cariz histórico e antiguidade, mas também pela sua majestosidade e magnitude.
- A Igreja Matriz de Paúl, com características barroca, apresenta o seu interior riquíssimo, possuindo um apainelamento, com belo espécimen de pintura da arte italiana, invocando Nossa Senhora da Anunciação, orago da mesma igreja e freguesia. É considerada por especialistas o maior quadro pintado existente em Portugal. Dos seus cinco altares evidenciam-se três em bela talha dourada com fino ornamento, assim como as belas e antigas imagens da liturgia cristã. O governo de Portugal considerou a igreja monumento de interessa público na portaria 550/2014 de 4 de Julho.

Aquando das Invasões Francesas, diz a promessa que, se o Paul não sofresse qualquer dano, construiriam uma ermida no cimo do Monte da Fonte Santa e nos tempos vindouros durante o priorado do padre José Santiago incentivou-se a população para a criação de uma comissão para a realização da grande obra que teria como resultado o importante Santuário em honra da Nossa Senhora das Dores. Integra o conjunto um Centro Apostólico com grande capacidade para formação espiritual, pastoral e sociocultural.
Este santuário, construído no ano de 1954, é considerado um dos mais belos de Portugal e sendo um local de peregrinação.
- A Casa Típica do Paul (Casa-Museu do Paúl) que representa o símbolo vivo da arquitectura tradicional e o modus vivendi do espaço doméstico tradicional é em parte, um museu aberto a visitas e um lugar de exposição/venda de produtos tradicionais (mel, broa, etc.). Os moinhos e os fornos comunitários constituem um importante legado de instrumentos ligados a actividade da panificação e da moagem tradicional.
- A localização de moinhos junto da ribeira Caia, alguns com casa de moleiro e com cinco a seis pedras de moagem, formam um belíssimo quadro da presença humana na rica paisagem natural existente na freguesia do Paul.
- Ponte do Paúl

## Património cultural edificado
- Parque de Merendas do Santuário de Nossa Senhora das Dores
- Parques de Merendas na Ribeira do Caia
- Parque da Pinha, Erva Bonita, Piscina Natural e Pedra da Sola
- Parque Infantil na Escola Primária do Paul
- Parque Infantil do Largo do Mercado

## Património natural
A ribeira Caia nasce na Serra da Estrela, tem como afluentes as ribeira das Cortes, de Unhais da Serra, da Goia e da Erada e vai juntar-se ao rio Zêzere na freguesia do Ourondo.
Esta ribeira beneficia de inúmeros açudes, de um sistema de regadio complexo, de espelhos de água e poços límpidos, de parques de merendas, espaços de lazer e de um dique na Erva Bonita (junto à vila) para utilização dos visitantes na época de veraneio.
O vale do Paul, rico em recursos hídricos, está localizado no sopé da Serra da Estrela, cujo acesso é possível por alguns percursos pedestres.

## Outros locais de interesse turístico
Turismo ecológico, moinhos da ribeira, paisagens naturais, ribeira com zona piscatória e praia fluvial.

## Atividades económicas
Agricultura, confeções, truticultura, restauração, construção civil, indústria de reparação de automóveis, granitos, alumínios e comércio.
Feiras: Feira de São José (19 de Março), mercado mensal (1ªs quartas-feiras de cada mês) e Santa Bebiana (final Novembro)
Festas e romarias: Romaria da Nossa Senhora das Dores, Festa do Espírito Santo, Festa de Nossa Senhora da Anunciação e Festa da Vila.

## Gastronomia
Sopa de feijão, sarrabulho, enchidos, sevã, trutas "à moda do Paul", chanfana, cabrito assado, panela de feijão, broa, migas, caldudo, arroz doce, filhós, papas doces de milho, papas de azeite de milho e bolos de leite.

## Artesanato
Mantas de Ourelos

## Colectividades
- Casa do Povo do Paul, onde se encontra o Rancho Folclórico, o Grupo de Bombos, o Grupo de Adufeiras e o Grupo de Danças e Cantares do Paul
- Grupo Etnográfico e Convívio de Idosos do Centro Paroquial de Assistência Nossa Senhora das Dores
- Associação "Paul Cultural Desportivo" `
- Corpo Nacional de Escuteiros - Grupo 506
- Associação Desportiva e Cultural Paulense - Banda Filarmónica do Paul
- Associação Paul Mais Jovem
- Associação de Caçadores e Pescadores do Paul
- Associação de Produtores Florestais
- Núcleo do Sporting Clube de Portugal do Paul
- Casa do Sport Lisboa e Benfica do Paul
- Casa da Cultura José Marmelo e Silva (Biblioteca)
- 4ª Secção do Paul dos Bombeiros Voluntários da Covilhã

## Etnografia
A etnografia do Paul está ligada à agricultura, à vida quotidiana ligada à árdua actividade do campo expressa em canções onde predominam os motivos de trabalho e amor.
Os adufes e bombos, usados pelos ranchos folclóricos da região, foram recolhidos no Paul em 1938; os adufes são instrumentos típicos antigos feitos à mão na região. Os bombos, feitos no Paul, são feitos de pele de cabra, curtida, a qual ao passar do tempo vai ficando fina e rebenta com o uso. A substituição da pele dos bombos é feita pelos tocadores dos instrumentos.

## Geografia
A Vila do Paul encontra-se na região da Beira Interior de Portugal, na Cova da Beira (Beira Baixa). É uma freguesia do município da Covilhã e do distrito de Castelo Branco.
O Paul está a 40ºN de Latitude e a 7ºO de Longitude, a Sul da Serra da Estrela tendo, assim, uma magnífica paisagem.

### Clima
O clima é quente e temperado no Paul. No Paul o verão tem muito menos pluviosidade que no inverno. O clima é classificado como Csa de acordo com a Köppen e Geiger. Devido à sua localização geográfica, o Paul tem um clima mediterrânico continentalizado, cujas temperaturas médias variam entre os 11 °C em Janeiro e os 30 °C em julho e agosto, embora os termometros no dia mais frio do ano possam baixar a alguns graus Celsius negativos, e no dia mais quente do ano possam subir bastante.
Os Verões são moderadamente quentes e secos, quando raramente ocorre precipitação, já os invernos são razoavelmente frios e chuvosos em muitos dias. As primaveras são amenas no seu início e mais quentes a partir de meados e finais da estação.
| Dados climatológicos para Paul, Castelo Branco - Portugal | Dados climatológicos para Paul, Castelo Branco - Portugal | Dados climatológicos para Paul, Castelo Branco - Portugal | Dados climatológicos para Paul, Castelo Branco - Portugal | Dados climatológicos para Paul, Castelo Branco - Portugal | Dados climatológicos para Paul, Castelo Branco - Portugal | Dados climatológicos para Paul, Castelo Branco - Portugal | Dados climatológicos para Paul, Castelo Branco - Portugal | Dados climatológicos para Paul, Castelo Branco - Portugal | Dados climatológicos para Paul, Castelo Branco - Portugal | Dados climatológicos para Paul, Castelo Branco - Portugal | Dados climatológicos para Paul, Castelo Branco - Portugal | Dados climatológicos para Paul, Castelo Branco - Portugal | Dados climatológicos para Paul, Castelo Branco - Portugal |
| Mês                                                       | Jan                                                       | Fev                                                       | Mar                                                       | Abr                                                       | Mai                                                       | Jun                                                       | Jul                                                       | Ago                                                       | Set                                                       | Out                                                       | Nov                                                       | Dez                                                       | Ano                                                       |
| --------------------------------------------------------- | --------------------------------------------------------- | --------------------------------------------------------- | --------------------------------------------------------- | --------------------------------------------------------- | --------------------------------------------------------- | --------------------------------------------------------- | --------------------------------------------------------- | --------------------------------------------------------- | --------------------------------------------------------- | --------------------------------------------------------- | --------------------------------------------------------- | --------------------------------------------------------- | --------------------------------------------------------- |
| Temperatura máxima média (°C)                             | 10,6                                                      | 12,3                                                      | 14,8                                                      | 17,6                                                      | 20,3                                                      | 25,7                                                      | 29,1                                                      | 29,5                                                      | 25,6                                                      | 20,1                                                      | 14,3                                                      | 10,9                                                      | 19,2                                                      |
| Temperatura média (°C)                                    | 7,2                                                       | 8,3                                                       | 10,7                                                      | 12,8                                                      | 15,2                                                      | 19,9                                                      | 22,6                                                      | 22,9                                                      | 20,1                                                      | 15,6                                                      | 10,7                                                      | 7,6                                                       | 14,5                                                      |
| Temperatura mínima média (°C)                             | 3,9                                                       | 4,4                                                       | 6,6                                                       | 8,1                                                       | 10,2                                                      | 14,1                                                      | 16,2                                                      | 16,3                                                      | 14,6                                                      | 11,2                                                      | 7,1                                                       | 4,4                                                       | 9,8                                                       |
| Precipitação (mm)                                         | 152                                                       | 141                                                       | 100                                                       | 87                                                        | 72                                                        | 46                                                        | 9                                                         | 10                                                        | 46                                                        | 101                                                       | 138                                                       | 123                                                       | 1 025                                                     |
| Fonte: Climate Data                                       |                                                           |                                                           |                                                           |                                                           |                                                           |                                                           |                                                           |                                                           |                                                           |                                                           |                                                           |                                                           |                                                           |